# Gustave Planche
Pour les articles homonymes, voir Planche.
Gustave Planche, né le 16 février 1808 à Paris où il est mort le 18 septembre 1857, est un critique littéraire français.

## Biographie
Planche trompa les espérances de son père pharmacien, Louis-Antoine Planche, qui l’avait voué à l’étude de la médecine. Entrainé par ses goûts artistiques et littéraires, le jeune homme trouva la célébrité dans la voie qu’il s’était tracée, mais ses succès ne désarmèrent jamais le ressentiment paternel. Gustave Planche eut beaucoup à souffrir de cette opposition et son caractère en devint irascible et morose.
Il débuta à l’âge de vingt-deux ans dans la critique littéraire lorsqu'Alfred de Vigny, appréciant son mérite, le fit admettre comme collaborateur à la Revue des deux Mondes. Datant de 1831, son premier article fut une protestation contre les haines littéraires si vivaces à cette époque. Critique honnête, l’un des plus autorisés de la presse périodique, les critiques d’art et de littérature qu’il fit paraître dans cette revue furent considérées comme des modèles d’analyse lumineuse, de jugement solide et sain.
L’une des bêtes noires des romantiques, encore qu’il ait été en fort bons termes avec George Sand avec laquelle il se lia intimement vers 1832, et dont il resta toujours le grand admirateur et l’ami dévoué, il ne se borna pas à défendre cette écrivaine de sa plume, il se battit en duel avec Jean-Gabriel Capot de Feuillide pour la venger d’un article qui l’avait outragée par une verte critique de son roman Lélia. Il ne ménageait pas non plus ses éloges à Alfred de Vigny, mais il méprisait, en revanche, Hugo, traitant ses premiers drames d’odes, ceux d’après le Roi s'amuse d’antithèses et les suivants comme du simple spectacle. Il combattit également les romantiques avec une franchise impitoyable et il s’est attaqué, quelquefois d’une façon injuste, aux plus hautes renommées : Chateaubriand, Lamartine, Lamennais, Balzac, etc.
Il fit des comptes rendus de livres ou d’œuvres d’art dans l'Artiste, et surtout le Journal des débats et la Revue des deux Mondes. En 1836, il contribua à la Chronique de Paris, journal fondé par Honoré de Balzac, et il fit partie de ce joyeux cercle d’amis composé de plumes célèbres : Gautier, Hugo, Karr, dont l’expérience ne dura que six mois.
Quelques années plus tard, en 1840, ayant recueilli un héritage d’environ 80 000 francs, Planche voulut vivre indépendamment et partit pour l’Italie, où il passa près de huit ans à étudier les chefs-d’œuvre de l’art et à s’instruire. Ce séjour acheva de le familiariser avec les chefs-d’œuvre de l’art antique et moderne et le fit connaître comme critique d’art avec ses Études sur les arts (1855), et sur l’École française (1855).
Après qu’il eut tout dépensé, il revint en France et reprit sa place à la Revue des Deux Mondes, à laquelle il ne cessa de collaborer jusqu’à la fin de sa vie. D’une indépendance farouche, il refusa, de crainte de compromettre sa liberté, un poste de Napoléon III. Bohème courageusement pauvre, il est le héros de dix anecdotes qui soulignent son dédain de l’hygiène. Il mourut à l’hôpital Dubois, des suites d’un abcès au pied.
On a reproché à Gustave Planche une sévérité excessive. Alphonse Karr l’avait plaisamment surnommé « Gustave le cruel ». À part ceci, Gustave Planche eut toujours le courage de son opinion et sa critique dénote un goût littéraire exercé.
Planche a réuni les plus importantes de ses critiques, qui formèrent, grâce à l’universalité d’esprit et de goût dont il était doué, et qui auraient eu un retentissement moins durable si leur auteur avait été dépourvu de science et de talent, comme un cours complet de critique d’art et de littérature, en volumes : Portraits littéraires (1836-49, 4 vol. in-18) ; Portraits d’artistes (2 vol. in-18) ; Nouveaux Portraits littéraires (1854, in-18) ; Études sur l’école française, de 1831 à 1852 (1855, 2 vol. in-18) ; Nouvelles études sur les arts (1856, in-18), etc.

## Œuvres

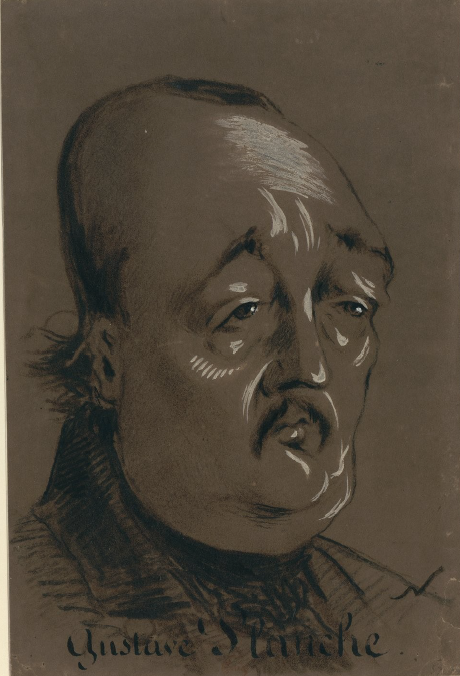
Caricature de Gustave Planche par Nadar dans les années 1850. Bibliothèque nationale de France.

- De la moralité de l’histoire et du règne de Henri IV : Histoire du règne de Henri IV, par M. Poirson, Paris, Au bureau de la Revue des deux mondes, 1857
- Du poète historien, [S.l.s.n.], 1854
- Écrivains modernes de la France, [S.l.], 1854
- « Études sur l’art et la poésie en Italie. 2. Pétrarque », Revue des deux mondes, t. 28, 1847
- Exposition de beaux-arts, Paris, Bureau de La revue des deux mondes, 1855
- Études littéraires ... , Paris, Michel Lévy, 1855
- Études sur l’École française (1831-1852). Peinture et sculpture, Paris, M. Lévy frères, 1855
- Études sur l’école française, peinture et sculpture, Paris, C. Lévy, 1886
- Études sur les arts, Paris, Michel Lévy frères, 1855
- Le Théâtre et l’esprit public en France, 1636-1856, [S.l.s.n.], 1857
- Nouveaux portraits littéraires, Paris, Amyot, 1854
- Portraits d’artistes : peintres et sculpteurs, Paris, M. Lévy, 1853
- Portraits littéraires, Paris, Werdet, 1836 ; réimp. Genève, Slatkine Reprints, 1973
- Salon de 1831, Paris, 1831
- Salon de 1857, Paris, [S..n.], 1857